# K. Jakab Antal
K. Jakab Antal (Marosvásárhely, 1942. július 26.– Kolozsvár, 2007. június 20.) irodalomkritikus, esszéíró, újságíró, szerkesztő. Jakab Antal újságíró fia.

## Életútja
A szatmári Kölcsey Gimnáziumban végzett (1959). A Babeș–Bolyai Tudományegyetemen szerzett diplomát magyar nyelv és irodalomból (1964); mindjárt az Utunkhoz került szerkesztőnek, azóta is itt (illetve 1990-től a Helikonnál) dolgozott. 1968–70 között a Korunk filozófiai rovatát szerkesztette; párhuzamosan vizsgázott a kolozsvári egyetem filozófia szakán, levelező hallgatóként. A Korunk antropológia-száma (1971/2) még az ő szerkesztésében készült; ehhez fordította Heidegger Sein und Zeit című művének egy fejezetét (Az ittlét elemzéstanának tárgya).
1971-től ismét az Utunk versszerkesztője; a szerkesztői üzenetekből "Levélváltás" címen a lap legolvasottabb rovatát alakította ki szellemes, kegyetlenül ironikus hangú üzeneteivel, melyek eredeti módon szolgálták az esztétikai nevelést és szórakoztatták az olvasót. 1991-től a Helikon Szöveggyűjtemény című oldalait szerkesztette, itt a középiskolai magyar irodalomoktatás számára nyújtott új szemléletet és megközelítést elősegítő válogatást a klasszikus magyar irodalomból a kezdetektől napjainkig.
Esszékötete, A névmás éjszakája (1972) nem csupán "irodalomkritikai kísérleteket" tartalmaz (amint azt az alcíme jelezte), hanem irodalomtörténeti érvényességű telitalálatokat, kitűnően felépített, stilárisan igényes esszéket Szilágyi Domokosról, Páskándi Gézáról, Palocsay Zsigmondról, Bodor Ádámról, Szilágyi Istvánról, Vári Attiláról. Külön fejezetben tárgyalja többnyire egy-egy színházi bemutató (Beckett, Ionesco, Páskándi) kapcsán a modern dráma műfaji kérdéseit. Vitacikkeket írt Földes Lászlóval, Láng Gusztávval az abszurd drámáról, illetve Kocsis István novellái és Palocsay Zsigmond versei kapcsán. Elméleti felkészültsége és szigora különösen jelentőssé tette ritka kritikusi megszólalásait.
Szerkesztette a Szilágyi Domokos legszebb versei című kötetet (Bukarest, 1976). Az Irodalmi Nobel-díj : 1901–1990 című szintén általa szerkesztett kötet 1990-ben jelent meg Kolozsvárt.

## Kötetei
- A névmás éjszakája. Irodalomkritikai kísérletek; Kriterion, Bukarest, 1972
- Irodalmi Nobel-díj, 1901–1990; összeáll. K. Jakab Antal; Helikon, Kolozsvár, 1990 (Helikon könyvek, 1.)
- Átmenetek; Felsőmagyarország, Miskolc, 1995
- Irodalmi Nobel-díjasok lexikona, 1901-2002; összeáll. K. Jakab Antal; Saxum, Bp., 2003

## Kötetben meg nem jelent tanulmány (esszé) szintű kritikái
- Parmenidész és a lírai világkép (Utunk 1973/37);
- Az ihlet másnapján (Király Lászlóról; Utunk 1977/21),
- Feltételes csodák földrajza (Vári Attiláról, Utunk 1977/40);
- Utószót írt Miller Az utazó halála c. drámájához és Salamon Ernő verseihez (1967).